# Kenzan

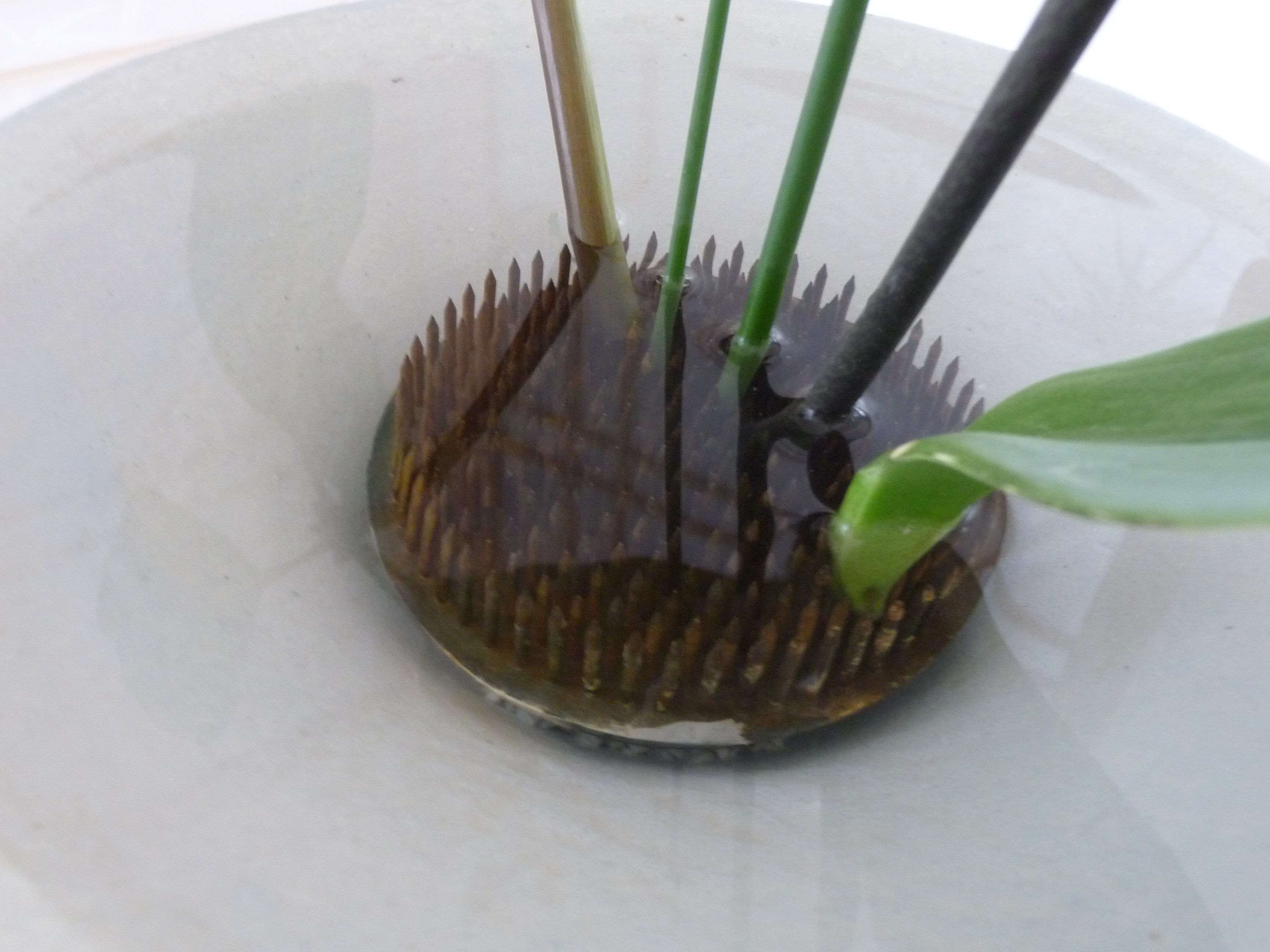
kenzan použitý při aranžování ve stylu ikebana

Kenzan je název pomůcky používané při aranžování rostlin, především květin, do estetických celků, ve stylu ikebana. V češtině se také používá název ježek. Patří mezi nástroje a materiály používané k aranžování květin. Kenzan je japonský tradiční prostředek umožňující zachycení konce rostlin nabodnutím řapíků, lodyh, větviček k hustě otrněné podložce. Tím dojde k upevnění aranžovacího materiálu. Nicméně kenzan není jediný používaný tradiční prostředek v aranžování ikebany a přes snadnost použití není vždy nejvhodnější. Byl zaveden ve stylu ikebany moribana.

## Etymologie
Pojmenování kenzan (剣山) znamená hora mečů. Sami Japonci používají termín 花留め ([hanadome]) – aretování květin.

## Popis
Kenzan svým vzhledem připomíná hustý kartáč s mosaznými nerezovými nebo jinými ostny. Vzhledem k faktu, že kenzan se vkládá do vody, jenž slouží pro asimilaci rostlin, neměl by obsahovat železo, rozpustné a rozkkládající se nebo zabarvující kovy. Spodní část kenzanu je relativně velmi těžká, obsahuje olovo, nebo je olověná, vytváří tak protiváhu aranžovaným květům.

## Použití
Na počátku 21. století kenzan s ohledem na malé použití ikebany není používán, vytlačily aranžovací hmoty florex a oasis. Tvarově může být kenzan jakéhokoliv tvaru, často je kulatý, nebo byla distribuována kombinace kulatého a srpkovitého tvaru, které se daly přiložit a vytvořit tak snadno jeden větší. Kenzan není vhodný pro práci s vysokými vázami jako jsou používány při úpravách nageire nebo heika.

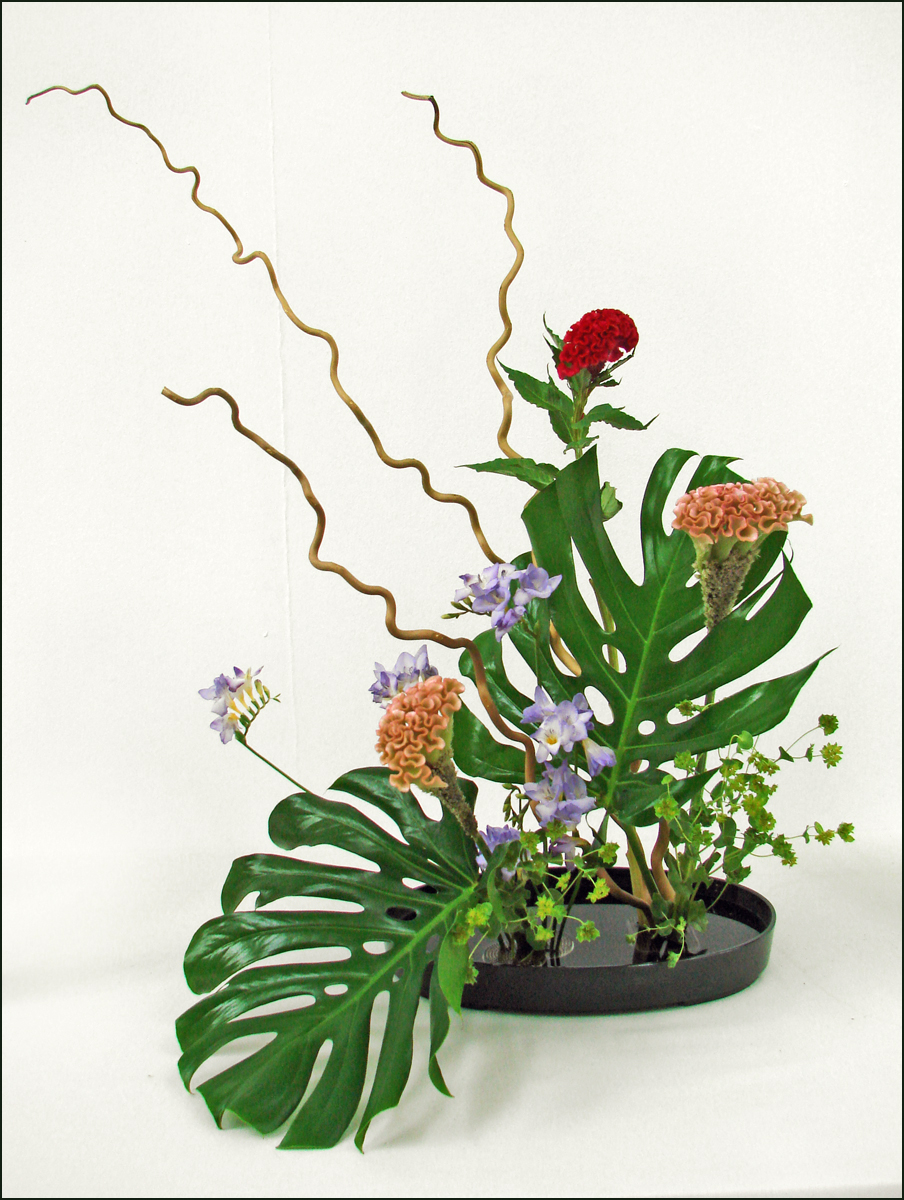
V obvyklých případech je kenzan nějak skryt nebo je v celku méně zjevný.
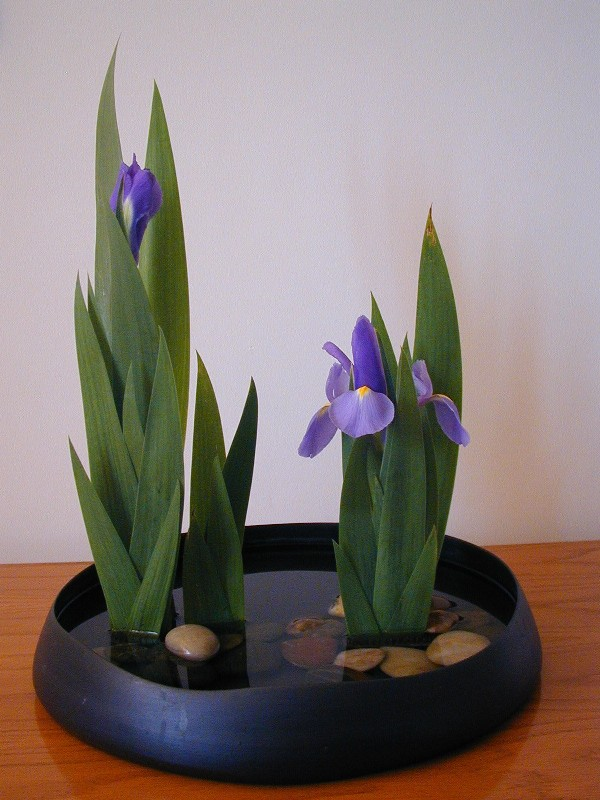
Zde je zřejmě kenzan použit rovněž, nicméně je skryt.
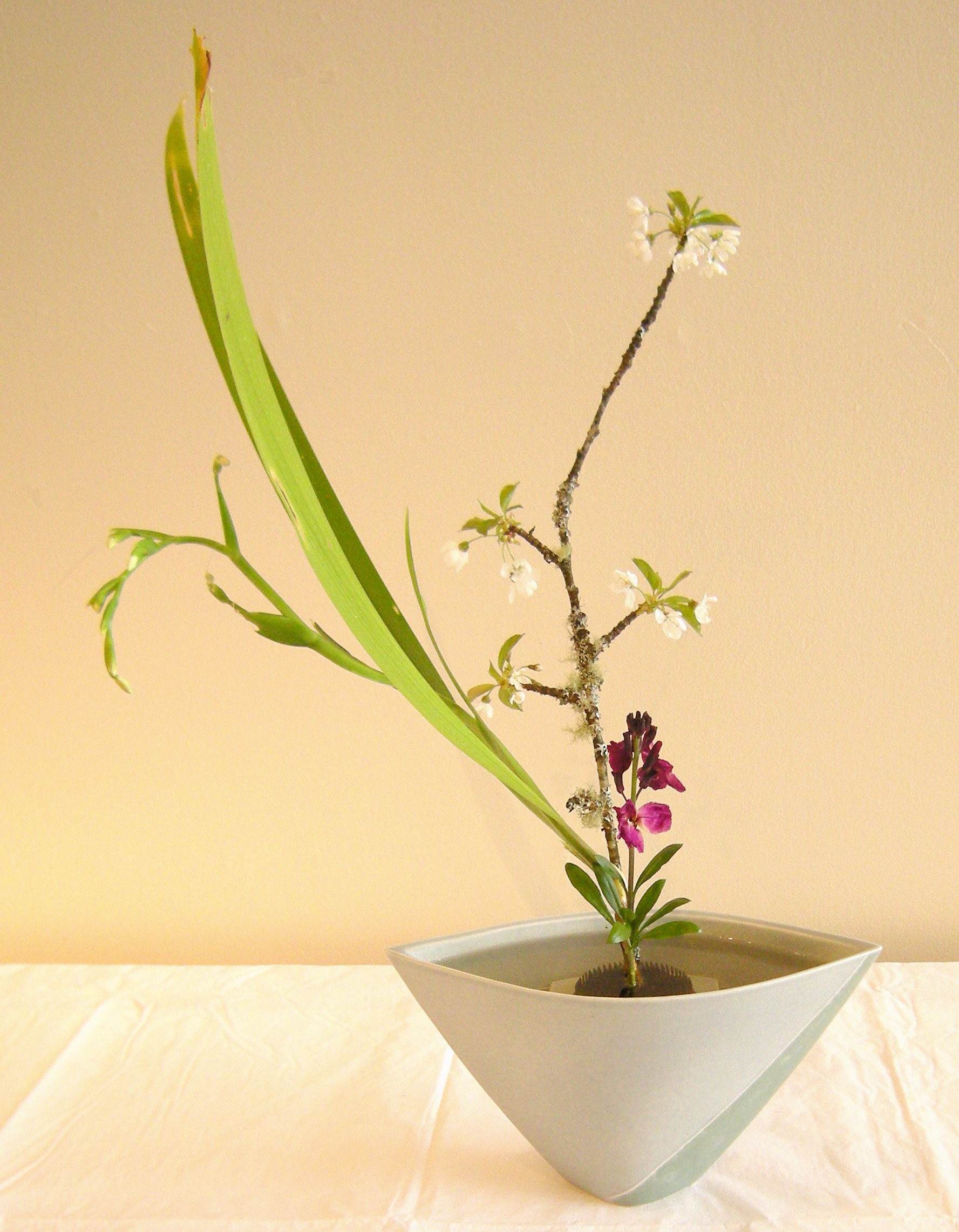
V jiných případech je kenzan zřetelně vidět. V aranžování je viditelné použití pomocných aranžovacích materiálů a pomůcek považováno za hrubou vadu. Zde ne.